# Meister des Morrison-Triptychons

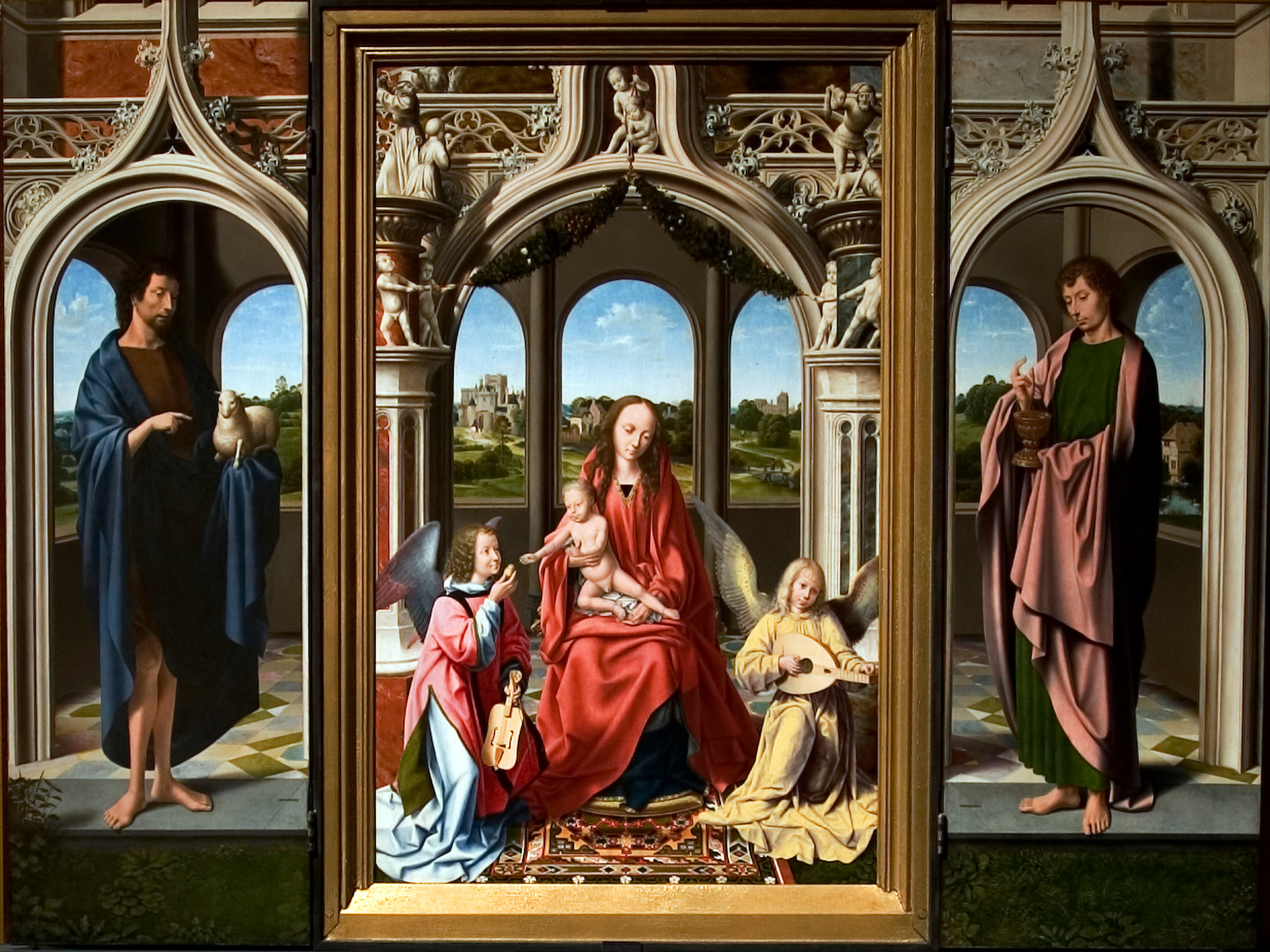
Morrison-Triptychon, Toledo Museum of Art

Als Meister des Morrison-Triptychons (engl. Master of the Morrison Triptych) wird ein niederländischer Maler des angehenden 16. Jahrhunderts bezeichnet. Der namentlich nicht bekannte Künstler erhielt seinen Notnamen nach seinem Bild einer thronenden Madonna mit Kind, das sich in der Sammlung des englischen Textilfabrikanten Alfred Morrison in Fonthill House in Wiltshire befand. Das Bild ist heute im Toledo Museum of Art in Toledo (Ohio).

## Werke
Dem Meister des Morrison-Triptychons wurden durch den Kunsthistoriker Max J. Friedländer durch stilkritischen Vergleich folgende Werke zugeordnet:
- Madonna mit Kind, Engeln und Heiligen (Morrison Triptychon), Museum of Art, Toledo, Ohio
- Madonna mit Kind und Heiligen im Garten (Triptychon), National Gallery, London
- Anbetung der Könige, Museum of Art, Philadelphia

Diese Ordnung ist in der Fachwelt allgemein nicht umstritten, auch wenn in letzter Zeit Bilder in London und Philadelphia dort nicht mehr unter dem Namen des Meisters ausgestellt sind. Dem Namen des Meisters werden manchmal einige wenige weitere Bilder zugeordnet.

## Stil
Der Meister des Morrison-Triptychons zeigt den Einfluss des Antwerpener Malers Quentin Metsys, als dessen Schüler er manchmal betrachtet wurde. Außerdem steht er Künstlern wie Geertgen tot Sint Jans aus Haarlem nahe. Das Morrison Triptychon zeigt Ähnlichkeit zu einer Madonna von Hans Memling.
Eventuell könnte der Meister des Morrison-Triptychons mit dem Maler Simon von Haarlem identifiziert werden. Dieser betrieb um 1510 bereits eine angesehene Werkstatt in Antwerpen und lieferte Werke auch nach Spanien.